# Ferdinand Heide
Ferdinand Heide (* 4. April 1962 in Frankfurt am Main) ist ein deutscher Architekt und Stadtplaner, der sich vor allem mit städtebaulichen Rahmenplanungen sowie Universitäts- und Kongressbauten einen Namen gemacht hat.

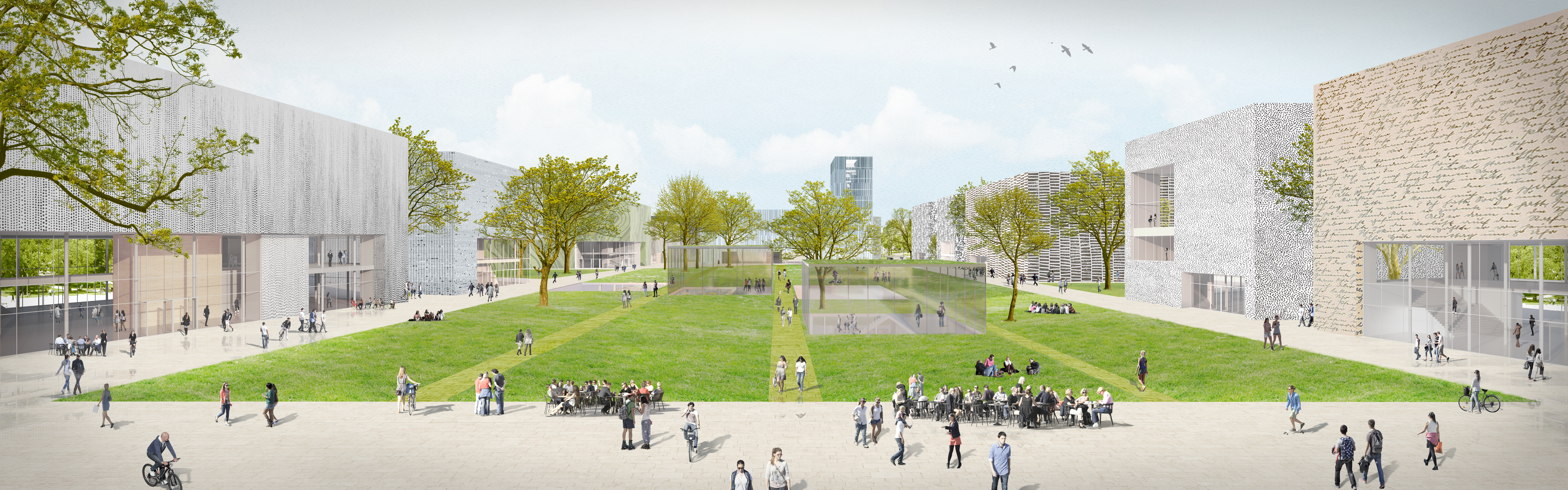
Technische Universität Nürnberg, Neuer Campus, Masterplan, 2021

RheinMain CongressCenter, 2018, Wiesbaden

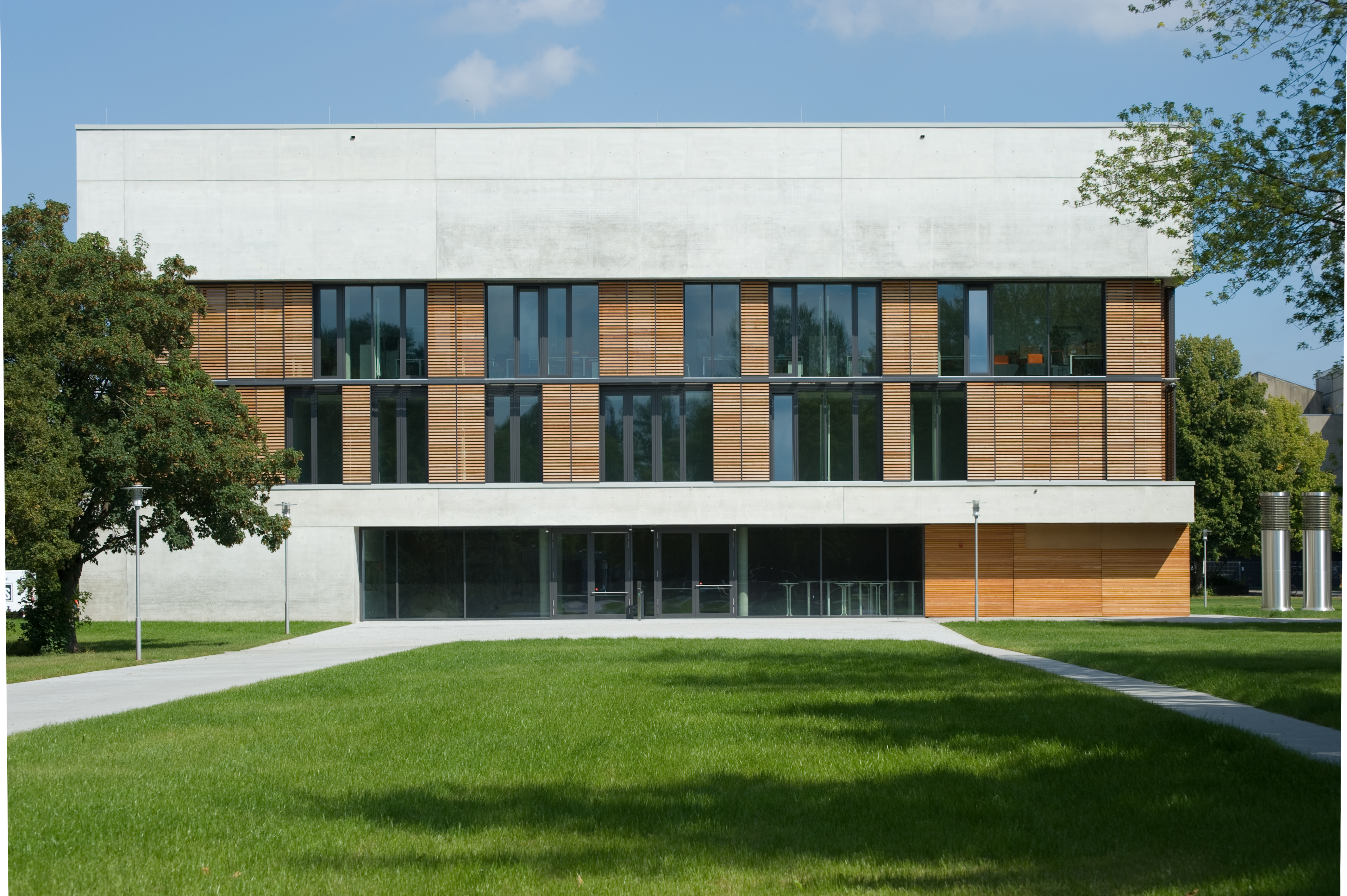
Hörsaal- und Informationszentrum der Universität Regensburg, 2011

Osthafenbrücke, 2011, Frankfurt am Main

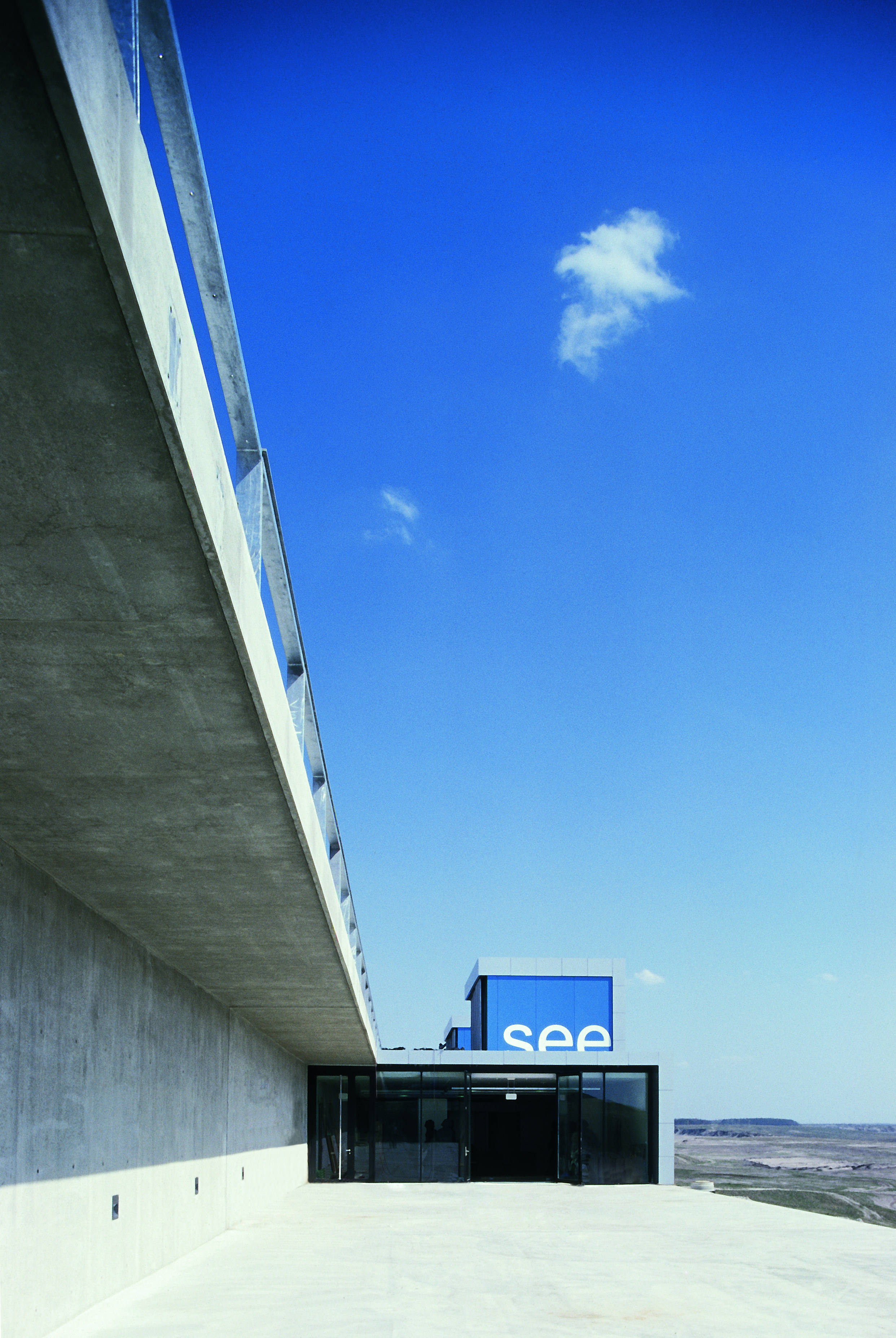
IBA Terrassen, Fürst-Pückler-Land, 2003, Großräschen

## Werdegang
Ferdinand Heide studierte von 1982 bis 1985 Architektur an der Technischen Hochschule Darmstadt und von 1985 bis 1989 an der Hochschule der Künste Berlin. Von 1987 bis 1991 war er Mitarbeiter im Berliner Büro von James Stirling & Michael Wilford. 1991 machte Heide sich selbständig und eröffnete ein Büro in Berlin und ein Büro in seiner Heimatstadt Frankfurt am Main.
Von 1998 bis 1999 unterrichtete Heide als Lehrbeauftragter an der Beuth Hochschule für Technik Berlin. Von 2002 bis 2013 war er Mitglied des Städtebaubeirats in Frankfurt am Main und von 2013 bis 2018 Mitglied des Gestaltungsbeirats der Stadt Saarbrücken. Heide, der fast alle seiner Bauten aufgrund von Erfolgen bei Architekturwettbewerben ausführen konnte, ist ein vielgefragter Preisrichter bei architektonischen Konkurrenzen. Er ist Mitglied im Deutschen Werkbund (DWB) und im Bund Deutscher Architekten (BDA).

## Architektur
Das zentrale Charakteristikum in Heides Verständnis von Architektur und Städtebau stellt das Schaffen eines ausdrucksstarken Ortes und die Stärkung seiner schon vorhandenen, individuellen Qualitäten dar. „Unser Anliegen ist es immer Orte zu bauen – und zwar Orte mit einer hohen Qualität, mit einem besonderen Charakter“, sagte über die Arbeit seines Büros in einem Interview mit der Deutschen Bundesbank, deren europaweit ausgeschriebenes Verfahren zur Erweiterung des Bundesbank-Campus 2018 Heide gewann. Heide beruft sich auf den Genius Loci – auf die Geschichte des Ortes, auf die Bestandsbebauung, auf den Bezug zur Landschaft.

## Städtebauliche Planungen
- 2020: Masterplan Neuer Campus, Technische Universität Nürnberg[12][13]
- 2019: Campus Deutsche Bundesbank, Frankfurt am Main[14]
- 2018: Campus Anger, Christian-Albrechts-Universität zu Kiel, Kiel
- 2018: Masterplan Universität Konstanz, Konstanz
- 2016: Campus Hochschule Geisenheim University, Geisenheim[15][16]
- 2011: Rudolfsplatz, Marburg[17]
- 2011: Masterplan, Justus-Liebig-Universität Gießen, Gießen[18]
- 2008: Masterplan Goethe-Universität, Goethe-Universität, Campus Westend, Frankfurt am Main[19]

## Bauwerke (Auswahl)
- 2023: Schiersteiner Brücke, Mainz – Wiesbaden[20][21]
- 2018: RheinMain CongressCenter, Wiesbaden[22][23][24]
- 2016: Rathaus Eislingen, Eislingen[25][26]
- 2014: Seminarhaus, Goethe-Universität, Campus Westend, Frankfurt am Main[27][28]
- 2014: Auferstehungsgemeinde, Frankfurt-Praunheim[29]
- 2013: Alte Aktienspinnerei, Technische Universität Chemnitz, Chemnitz[30]
- 2012: Hörsaal- und Medienzentrum, Technische Universität Darmstadt[31][32]
- 2011: Osthafen- und Honsellbrücke, Frankfurt am Main[33][34][35]
- 2011: Hörsaal- und Institutsgebäude, Universität Regensburg, Regensburg[36]
- 2008: Hörsaalzentrum, Goethe-Universität, Campus Westend, Frankfurt am Main[37]
- 2007: Büro- und Geschäftshaus Hauptwache 7, Hauptwache, Frankfurt am Main[38]
- 2003: Terrassengebäude, Internationale Bauausstellung Fürst-Pückler-Land, Großräschen[39]

## Auszeichnungen
- 2019: FIABCI Pris d`Excellence, Sonderpreis Innovation[40]
- 2018: Deutsche Gesellschaft für Nachhaltiges Bauen, Diamant Auszeichnung
- 2015: Ingenieurpreis des deutschen Stahlbaus, Anerkennung[41]
- 2013: Baukulturpreis Hessen, Auszeichnung
- 2012: Deutscher Hochschulbaupreis, Preisträger[42]
- 2010: Deutscher Städtebaupreis, Sonderpreis, Lobende Erwähnung[43]
- 2009: Großer BDA Preis Nike, Nominierung[44]
- 2006: BDA Preis Brandenburg, Preisträger
- 2005: Vorbildliche Bauten in Brandenburg, Preisträger[45]
- 2005: Vorbildliche Bauten in Hessen, Preisträger[46]
- 2004: Mies van der Rohe Award, Nominierung
- 2003: Martin-Elsaesser-Plakette, Preisträger[47]
- 2002: Architekturpreis Zukunft Wohnen, Lobende Erwähnung[48]
- 2002: Haus des Jahres 02, Schöner Wohnen, 4. Preis
- 1998: Martin-Elsaesser-Plakette, Anerkennung
- 1996: Vorbildliche Bauten in Hessen, Preisträger
- 1996: Hans Schäfers Preis, BDA Berlin, Lobende Erwähnung
- 1995: Haus des Jahres 95, Schöner Wohnen, Anerkennung
- 1995: Deutscher Architekturpreis Beton, Anerkennung
- 1995: Velux Design Preis, Preisträger